# جزيرة إيتولين
جزيرة إيتولين Etolin Island هي جزيرة في أرخبيل ألكسندر في جنوب شرق ألاسكا في الولايات المتحدة الأمريكية.
تقع بين جزيرة برينس أوف ويلز في الغرب وبين البر الرئيسي لألاسكا في الشرق، وهي تقع في جنوب غرب جزيرة رانجيل.
رسمها للمرة الأولى جيمس جونستون أحد ضباط جيمس فانكوفر خلال الرحلة الاستكشافية 1791-1795. ورسم فقط السواحل الشرقية والجنوبية الغربية غير مدرك كونها جزيرة. وسميت في البداية باسم جزيرة ديوك أوف يورك Duke of York Island، ثم أعيد تسميتها بعد شراء ألاسكا. وسميت باسم أدولف إيتولين حاكم مستعمرات أمريكا الروسية بين عامي 1840 إلى 1845.
طولها 30 كم وعرضها من 10 – 22 كم، ومساحتها 878 كم مربع، مما يجعلها في المرتبة رقم 24 ضمن أكبر جزر الولايات المتحدة.
وبلغ عدد سكانها وفق إحصاء عام 2000 حوالي 15 نسمة.